# باستچن کاسار
بوشتیان سِسار (انگلیسی: Boštjan Cesar؛ زادهٔ ۹ ژوئیهٔ ۱۹۸۲) یک بازیکن سابق فوتبال اهل اسلوونی است.
وی همچنین در تیم ملی فوتبال اسلوونی بازی کرده‌است.